# August Möbius
August Ferdinand Möbius o Moebius (/ˈʔaʊgʊst ˈfɛɐdiːnant ˈmøːbjʊs/ Schulpforta, 17 de noviembre de 1790-Leipzig, 26 de septiembre de 1868) fue un matemático y astrónomo teórico alemán.

## Biografía
Möbius nació en el colegio Schulpforta (Sajonia-Anhalt), donde su padre Johann Heinrich Möbius (1742-1792) enseñaba danza. Su madre, Johanne Katharine Christiane Keil (1756-1820), pertenecía a la séptima generación descendiente del reformador religioso Martín Lutero. Como su esposo falleció cuando su único hijo contaba tres años, fue ella quien lo educó hasta los trece, edad con la cual ingresó en el colegio Schulpforta.
Si bien empezó Derecho en Leipzig (1809) para complacer a su familia, al semestre lo dejó por su gran pasión: la ciencia. Estudió matemáticas, astronomía y física en distintas universidades y con famosos científicos de su época, en especial astronomía en Leipzig con Karl Mollweide, materia que amplió en Gotinga bajo la supervisión de Carl Friedrich Gauss. En Halle tuvo como profesor a Johann Friedrich Pfaff, quien dirigió su tesis, leída en 1815, De computandis occultationibus fixarum per planetas sobre métodos de cálculo aplicados al estudio de estrellas fijas ocultadas por planetas. En ese mismo año escribió su tesis de habilitación sobre ecuaciones trigonométricas. En 1816, el ejército prusiano intentó reclutarlo, pero logró evitarlo.
Gauss lo recomendó en 1816 para ser profesor extraordinario de la Cátedra de Astronomía y Mecánica Superior de la Universidad de Leipzig en sustitución de su maestro Mollweide. Enseñó allí y en 1844 fue nombrado catedrático. En 1846 lo eligieron además miembro de la Academia de Ciencias de Gotinga y desde 1848 fue director del Observatorio de Leipzig, cuya reconstrucción había supervisado. Casi todo su trabajo fue publicado en Crelle, la primera revista dedicada exclusivamente a artículos de investigación en matemáticas.
Möbius se casó en 1820 com Dorothea Rothe (1790-1859), hija de un cirujano, de la que tuvo tres hijos: August (1821-1890), Emilie (1822-1897) y Paul (1825-1889). Este último le dio cinco nietos, uno de los cuales fue el famoso neurólogo Paul Julius Möbius (1853-1907), conocido por su investigación del síndrome de Möbius. 
Es conocido sobre todo por su descubrimiento en 1858 de la banda de Möbius junto al matemático alemán Johann Benedict Listing. Se trata de una superficie de dos dimensiones no orientable con solamente un lado cuando está sumergido en el espacio euclidiano tridimensional. Las instrucciones para construirlo, junto con alguna descripción de sus propiedades topológicas, se encontraron en una memoria presentada por Möbius a la Académie des Sciences francesa, algún tiempo después de su fallecimiento en Leipzig. Hoy en día su invento ha generado numerosos diseños industriales: cintas transportadoras de materiales calientes, correas abrasivas o cartuchos de tinta con forma de banda de Möbius en vez de cilíndrica, que duran el doble de tiempo al utilizarse de manera óptima su única cara.

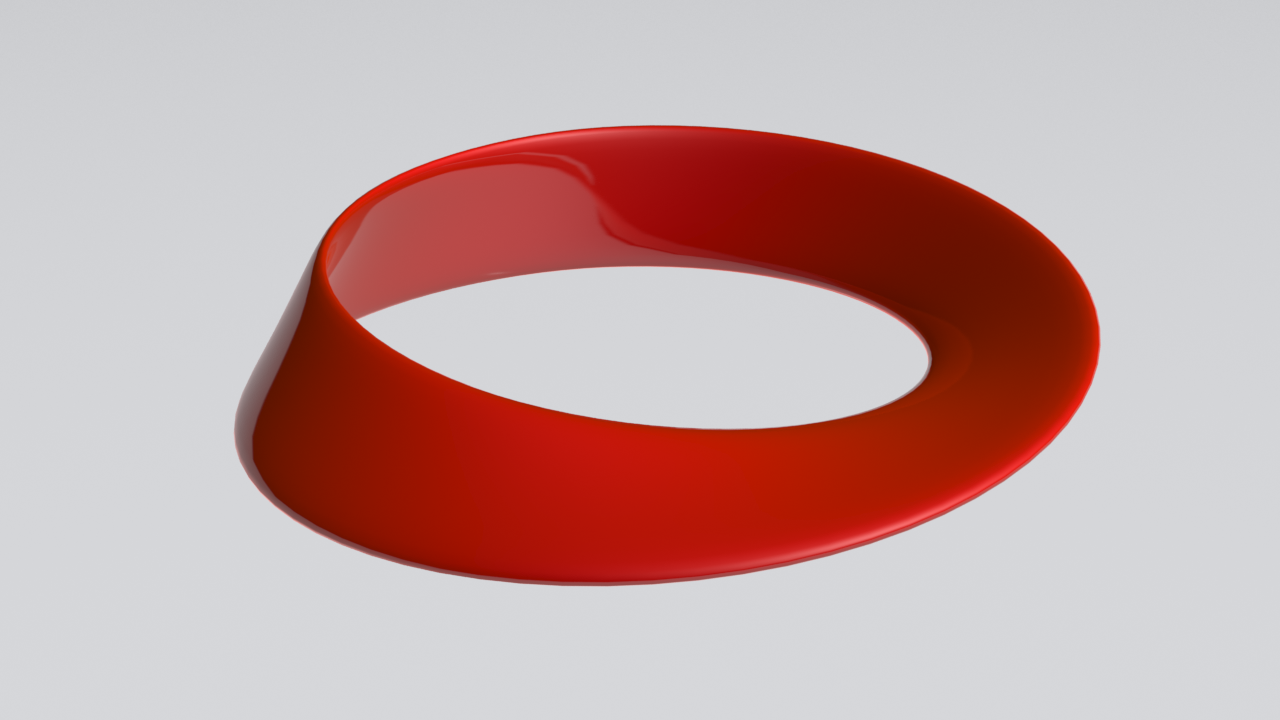
Cinta de Moebius

Möbius fue el primero en introducir las coordenadas homogéneas en geometría proyectiva. La transformación de Möbius, importante en geometría proyectiva, no debe ser confundida con la transformada de Möbius, usada en teoría de números, que igualmente lleva su nombre. Se interesó también por la teoría de números; la importante función aritmética de Möbius μ(n) y la fórmula de inversión de Möbius se nombran así por él.

## Eponimia
Además de los distintos conceptos matemáticos y geométricos que llevan su nombre:
- El cráter lunar Möbius lleva este nombre en su memoria.[2]
- El asteroide (28516) Möbius conmemora asimismo su nombre.[3]